# Alfa Romeo Giulia GT
L'Alfa Romeo Giulia GT è una coupé sportiva derivata dalla Giulia costruita dalla casa automobilistica italiana Alfa Romeo tra il 1963 e il 1975.

## Storia del modello
La Giulia GT avrebbe sostituito la Giulia Sprint 1600, una Giulietta Sprint con motore 1.6 della Giulia Ti, di cui mantiene l'impostazione generale della carrozzeria e anche la classica collocazione motore e cambio anteriore con trazione posteriore. La carrozzeria, opera di un giovanissimo Giorgetto Giugiaro all'epoca in forze alla Bertone, era montata sul pianale della berlina Giulia Ti con passo accorciato da 2510 a 2350 mm ed era una filante coupé sportiva 2+2.
Il curioso "scalino" anteriore che caratterizzava tutte le versioni prodotte fino al 1968 e parte di quelle prodotte fino al 1971 era dovuto ad un ripensamento tra l'approvazione del disegno e la messa in produzione dell'auto. Originariamente doveva essere una presa d'aria, poi abolita per contenere i costi, che lasciando spazio allo "scalino" ne ha definito una importante (e riconoscibile) cifra stilistica.
Quest'auto grazie alle sue linee e alle ottime qualità stradali divenne una delle vetture più ambite del periodo.
Furono prodotte diverse versioni di Giulia GT nelle varie serie che si possono classificare in: Sprint GT, GT Junior, GTC, GTA, e GT Veloce.

## Giulia Sprint GT e GTC

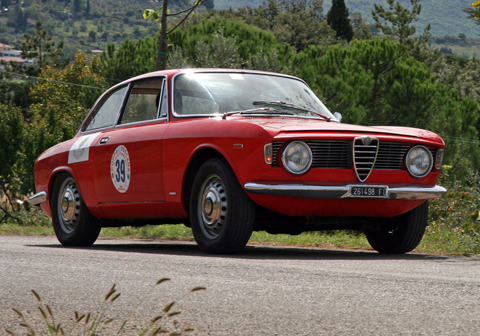
Un'Alfa Romeo Giulia Sprint GT 1600 del 1965

L'Alfa Romeo Giulia Sprint GT fu mostrata in anteprima alla stampa il 9 settembre 1963 assieme alla sua linea di montaggio, appena terminata nel nuovissimo stabilimento di Arese, in cui fu la prima auto prodotta, anche se motore e cambio erano ancora realizzati al Portello. Tre giorni dopo avvenne la presentazione ufficiale al pubblico al Salone dell'automobile di Francoforte dove iniziarono gli ordini.
In verità le consegne iniziarono a dicembre perché, al momento della presentazione e messa in listino, sugli esemplari pre-serie della "Giulia Sprint GT" si stavano ultimando i test di verifica. Fu proprio durante lo svolgimento di questi ultimi test che, il 30 ottobre, perse la vita Edoardo Monego, ingegnere collaudatore dell'Alfa Romeo che aveva seguito tutto lo sviluppo della nuova vettura. Uscito in strada per testare alcune varianti al motore e agli pneumatici, si scontrò frontalmente con una Peugeot 404 che stava completando un'inversione di marcia sulla SP 233, in località Torretta.
La prima versione (serie 105.02) è mossa dal motore quattro cilindri in linea in lega leggera con distribuzione bialbero di 1570 cm³ (serie AR00502) derivato dalla berlina TI e potenziato a 106 CV grazie all'adozione di due carburatori doppio corpo Weber e differenti fasature di distribuzione e accensione. La velocità massima supera i 180 km/h. Le sospensioni, derivate dalla berlina erano le più tecnologicamente avanzate del periodo, sono a ruote indipendenti all'anteriore con doppi quadrilateri, molle elicoidali, ammortizzatori idraulici telescopici non coassiali e barra antirollio e a ponte rigido al posteriore con puntoni di reazione longitudinali, triangolo superiore antiscuotimento, molle elicoidali e ammortizzatori idraulici telescopici coassiali.
La meccanica è la stessa della berlina eccetto che per i freni, a disco Dunlop su tutte le ruote. Infatti le prime 22.000 berline 1600 TI costruite hanno freni a tamburo a tre ceppi e, solo dal 1963, freni a disco, come la Sprint GT.
Gli interni, invece, sono specifici, con nuovi sedili, pannelli porta e cruscotto "piatto" con strumenti circolari a fondo nero. La leva del cambio a 5 marce è a cloche, quell'anno solo optional sulla berlina.

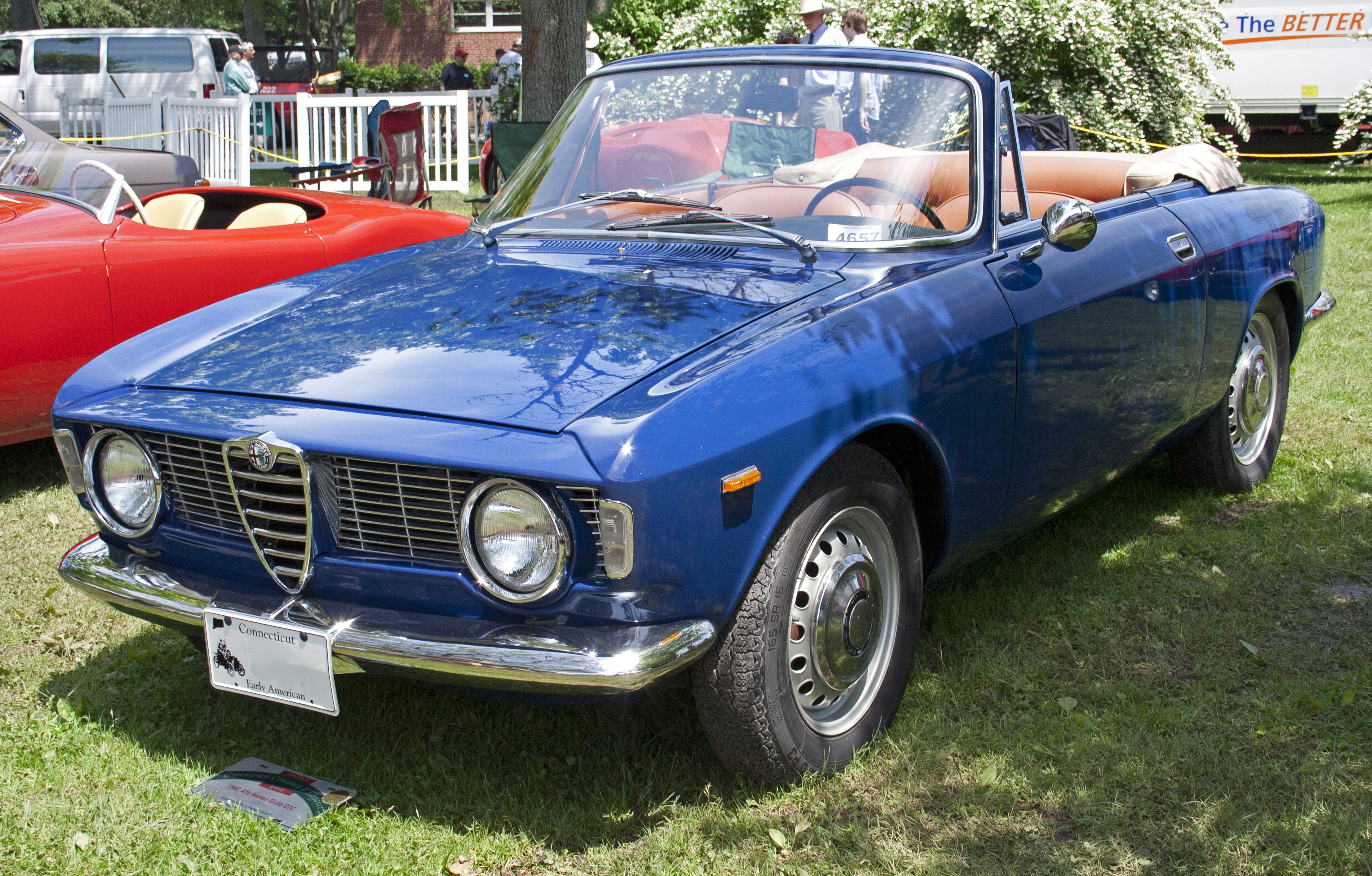
L'Alfa Romeo Giulia GTC

Nel 1965 la carrozzeria Touring di Milano propose all'Alfa Romeo un'elegante trasformazione cabriolet, denominata "Giulia GTC", che mantiene la configurazione 2+2 e ricalca la sagoma della "GT" fino alla linea di cintura. I problemi di tenuta all'acqua, le difficoltà aziendali della Touring e, soprattutto, il lancio della Spider "Duetto", limitarono la diffusione della GTC a un migliaio di esemplari.

## Giulia Sprint GTA

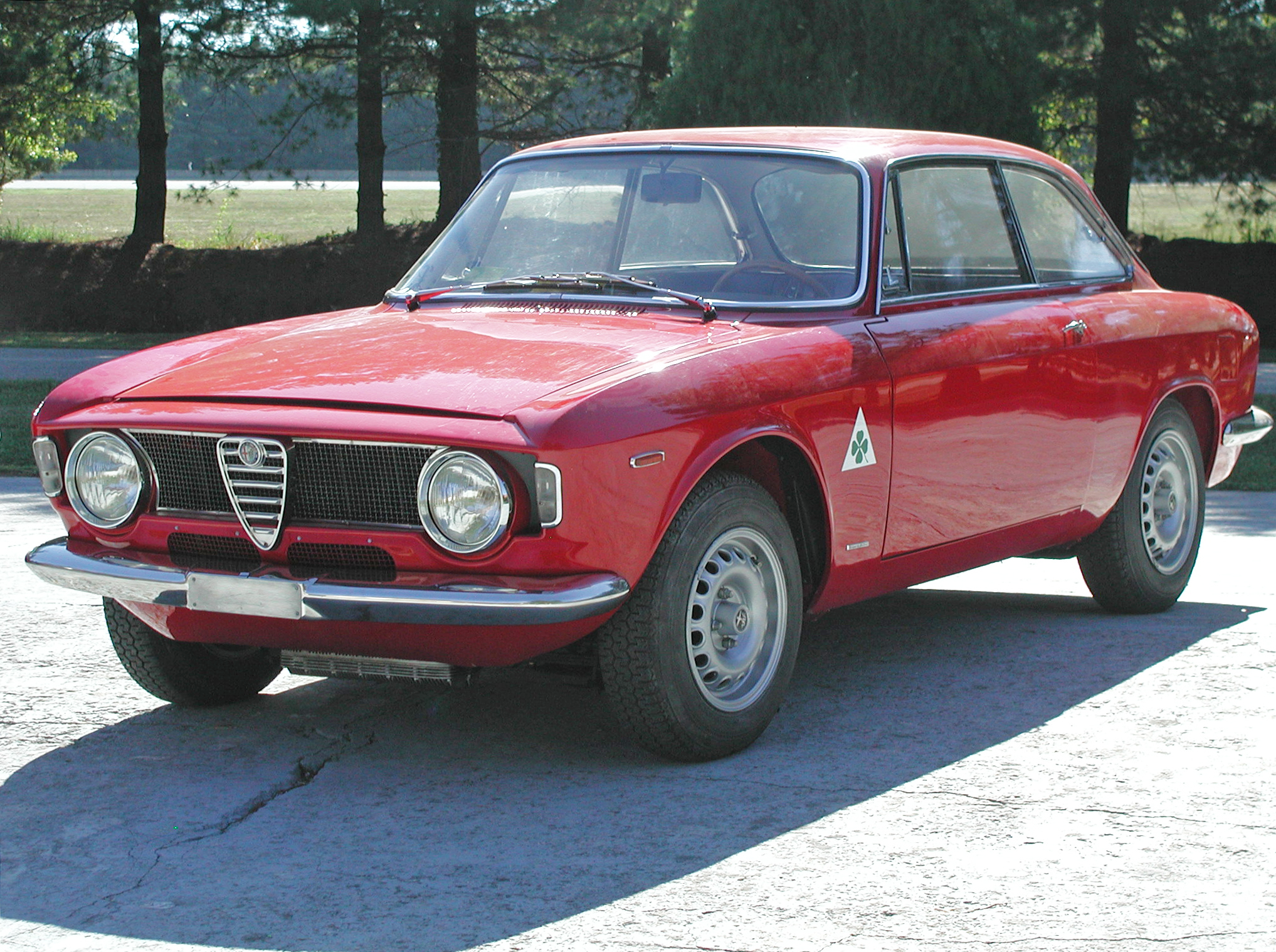
Un'Alfa Romeo Giulia Sprint GTA "Scalino" del 1966 in versione stradale

Nel 1965 l'Autodelta, neonata società diretta da Carlo Chiti dedita a preparare le Alfa Romeo per le gare, diede vita alla versione più sportiva di tutte, l'Alfa Romeo Giulia Sprint GTA, dove "A" sta per "alleggerita". Nata per primeggiare nel Challenge europeo Turismo contro Ford Cortina Lotus, BMW 1800 TISA e Mini Cooper S era una versione profondamente alleggerita della Sprint GT con carrozzeria in alluminio (Peraluman 25), cristalli in plexiglas, interni semplificati, sospensioni modificate e motore 1.6 potenziato con due carburatori Weber doppio corpo da 45 mm e doppia accensione (decenni dopo denominata Twin Spark e adottata in varie configurazioni sulle vetture di serie), erogante in configurazione stradale 115 cavalli a 6.000 giri al minuto, per una velocità massima di 185 km/h.
Schierata immediatamente in gara con ulteriori elaborazioni dell'Autodelta stessa ottenne innumerevoli vittorie in tutto il mondo in pista, in salita e nei rally, con piloti del calibro di Andrea de Adamich, Gian Luigi Picchi, Spartaco Dini, Ignazio Giunti, Nanni Galli, Luigi Pozzo, Teodoro Zeccoli, Mario Casoni, Carlo Facetti, Nino Vaccarella, Lucien Bianchi, Herbert Schultze, Gijs Van Lennep e Toine Hezemans.

## Giulia Sprint GT Veloce

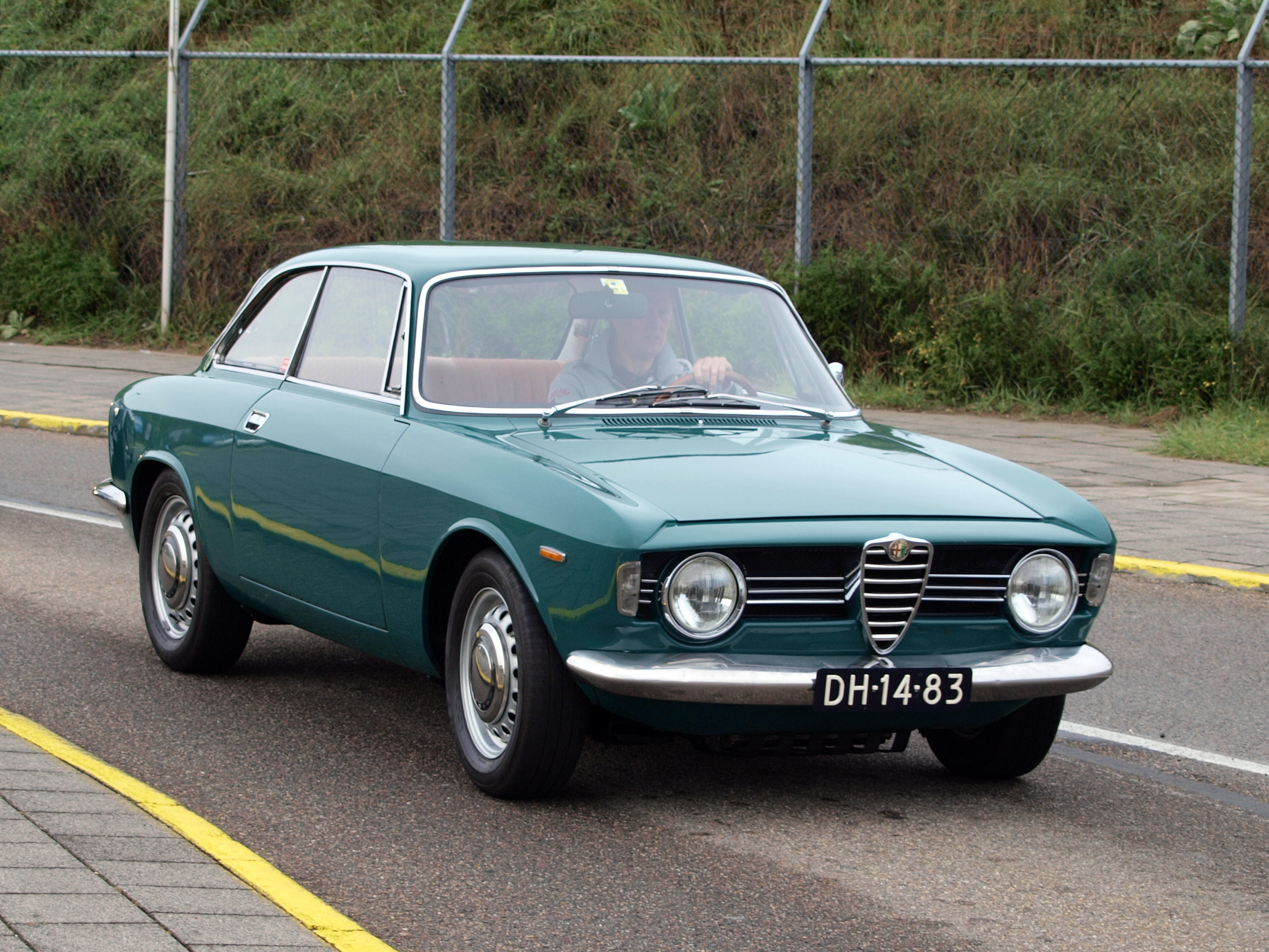
Una Giulia Sprint GT Veloce

Nel 1965 il nuovo stabilimento di Arese raggiunse la piena operatività, i modelli Giulia Sprint e Giulia Spider, ultime derivazioni della gamma Giulietta, uscirono dal listino, consentendo all'Alfa Romeo di aumentare la produzione della gamma Giulia. Così apparve la Giulia Sprint GT Veloce (serie 105.36), versione più prestigiosa, potente e migliorata della Giulia Sprint GT standard. Questa versione è riconoscibile anteriormente dai 3 profili cromati sulla calandra anteriore nera a nido d'ape, dagli stemmi rotondi smaltati raffiguranti il Quadrifoglio verde posti sui montanti posteriori e dalla Scritta "Veloce" a lato del faro posteriore destro. È caratterizzata da finiture interne più curate con plancia rivestita in finto legno, rivestimenti più pregiati e sedili anteriori avvolgenti. La nuova versione equipaggiata con il nuovo motore serie 00536, una variante rivista e potenziata a 109 CV del bialbero da 1570 cm³, garantiva prestazioni notevolmente superiori alla Giulia Sprint GT grazie a una migliore erogazione della coppia, nonostante l'apparentemente modesto incremento della potenza. Quattroruote nella sua prova su strada riscontrò una velocità massima di 187 km/h e un tempo di accelerazione sul chilometro con partenza da fermo pari a 31" e 4/10, valori che ponevano la Giulia Sprint GT Veloce al vertice della categoria e quasi alla pari con sportive titolate di maggiore cilindrata.

## GT 1300 Junior

La GT 1300 Junior del 1966

Visto il buon successo commerciale della Sprint GT nacque l'idea di lanciare una versione meno impegnativa della vettura, dotandola di un motore di cilindrata minore e di finiture più economiche, in modo da proporre un valido prodotto ad un prezzo e un costo di gestione inferiori e sostenibili da una nuova ampia fascia di clientela giovane in continua espansione grazie agli effetti del boom economico.
In attuazione di tale strategia commerciale, nel 1966, accanto alle versioni Sprint GT con motore di 1,6 litri, entrò in listino una versione con cilindrata ridotta a 1290 cm³ dotato di 89 CV, motore serie 00530, battezzata GT 1300 Junior (serie 105.30). La Junior aveva un allestimento semplificato: niente servofreno, pavimento in gomma, plancia in plastica priva di consolle centrale, volante a due razze, sedili meno profilati, assenza di accendisigari e borchie coprimozzo diverse. senza inserti in plastica. Il successo fu superiore alle aspettative e, grazie anche alle prestazioni non molto inferiori ai modelli 1600, gli allestimenti Junior rappresentarono ben presto la grande maggioranza delle Giulia GT vendute. Nel decennio di produzione, le Alfa Romeo GT hanno totalizzato 105.494 esemplari, di cui 91.195 nella versione "1300" e 14.299 in versione "1600" Junior.

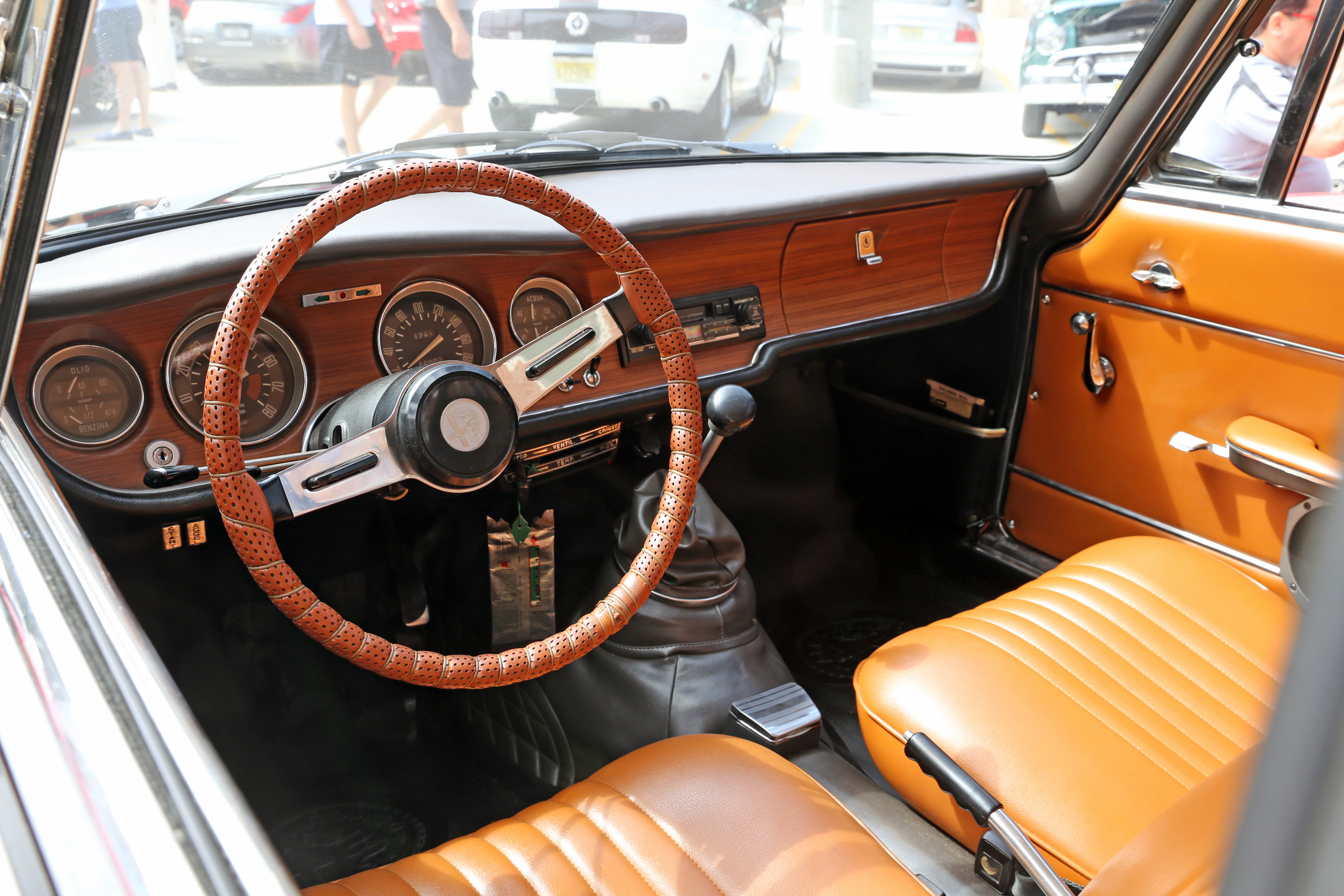
Gli interni di una GT Junior con cruscotto "piatto" e volante a due razze

Nel 1967 le Junior furono dotate di servofreno, dapprima come kit after-market da montare presso le concessionarie, poi montato direttamente in fabbrica, mentre nel 1969, pur mantenendo lo "scalino", persero il cruscotto "piatto" a quattro strumenti e vennero dotate di una nuova plancia in plastica nera, simile a quella della 1750 GT Veloce. Tutta la gamma beneficiò dell'introduzione dell'alternatore al posto della dinamo e della frizione con molla a diaframma e comando idraulico, generalizzata su tutta la gamma Giulia.

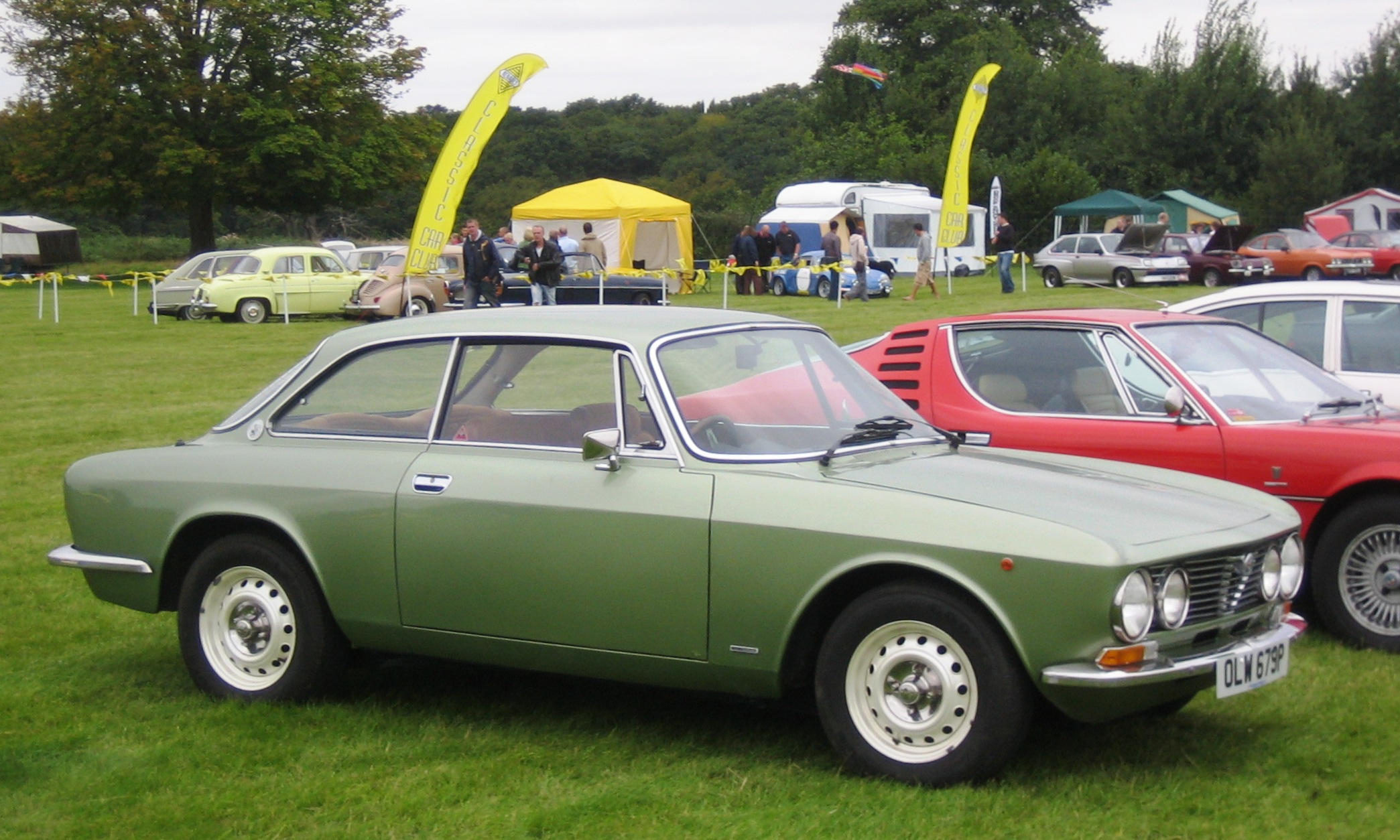
La GT 1600 Junior "unificato" del 1974

Nel 1971 le GT Junior adottarono il frontale ristilizzato e privo di "scalino" della più potente 1750 GT Veloce. L'unificazione, tuttavia, non fu totale perché le Junior avevano fari singoli (anziché doppi) e una diversa grigliatura della calandra. Con il restyling, comunque, la gamma Junior guadagnò un motore: dal 1972, accanto al 1300 da 89 CV, con l'uscita di gamma del motore 1750 era infatti nuovamente disponibile come optional il 1600 da 109 CV (quello 00536 che fu della Giulia Sprint GT Veloce). La sigla Veloce dal 1968 fu riservata ai modelli più potenti come la 1750 GT e, successivamente, 2000 GT.
Nel 1974 le GT Junior (1300 e 1600) beneficiarono dell'unificazione estetica con la 2000 GT Veloce introdotta nel 1971 adottando la stessa calandra cromata a quattro fari, plancia, interni e sedili uguali differenziandosi esteticamente solo per i fanali posteriori più piccoli e per la mancanza dei rostri dei paraurti. Questa versione è conosciuta come "Unificato", e vede l'adozione del motore di 1,6 litri tipo 00526/A*S, leggermente rivisto nella messa a punto per ridurre inquinamento e consumi e con potenza ridotta a 106 CV.

## 1750 GT Veloce

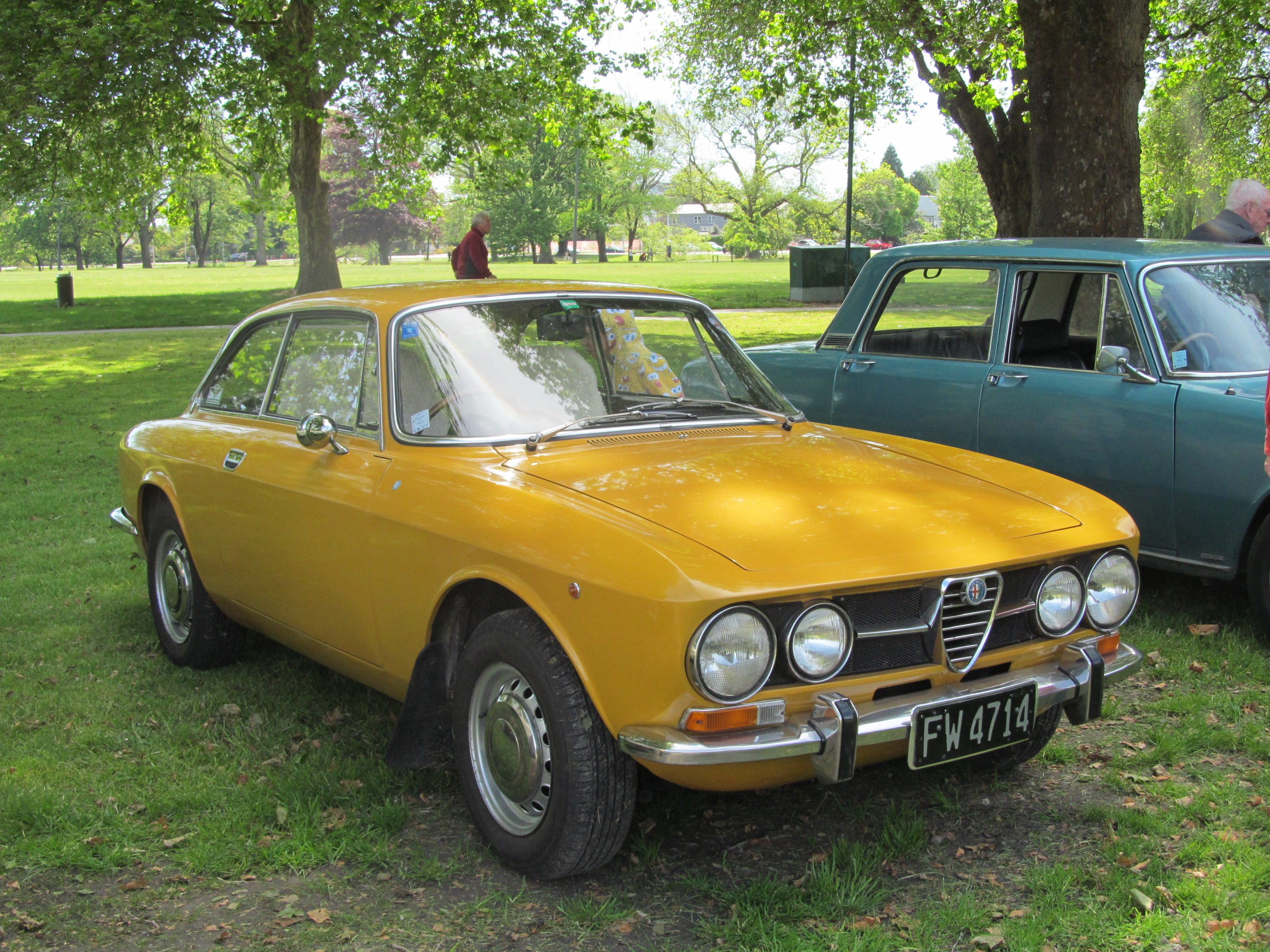
Un'Alfa Romeo 1750 GT Veloce 2ª serie del 1970

Nel 1967 le Giulia Sprint GT Veloce lasciarono il posto alla nuova versione, denominata 1750 GT Veloce (senza il nome Giulia), con motore delle nuova 1750 berlina. Rispetto ai modelli precedenti, oltre alla cilindrata maggiorata da 1570 a 1779 cm³ e potenza aumentata a 118 CV, la nuova evoluzione della serie 105 aveva la carrozzeria modificataː la parte anteriore fu ridisegnata eliminando il tipico "scalino", con mascherina nera a singolo baffo cromato dotata di quattro fanali circolari, gli interni di diametro più piccolo. I fari posteriori erano specifici del modello con il catadiottro rifrangente posto orizzontalmente al centro del faro, e sui montanti posteriori comparvero gli stemmi rotondi smaltati raffiguranti il Quadrifoglio Dorato. Anche gli interni furono rinnovati con nuova plancia e nuovi strumenti, inediti sedili profilati con poggiatesta anteriori estraibili e tunnel centrale dotato di strumenti supplementari. La 1750 GT Veloce versione America con iniezione meccanica SPICA è la versione base da cui vennero derivate le GTAm che dominarono nelle competizioni europee dal 1966 al 1973.

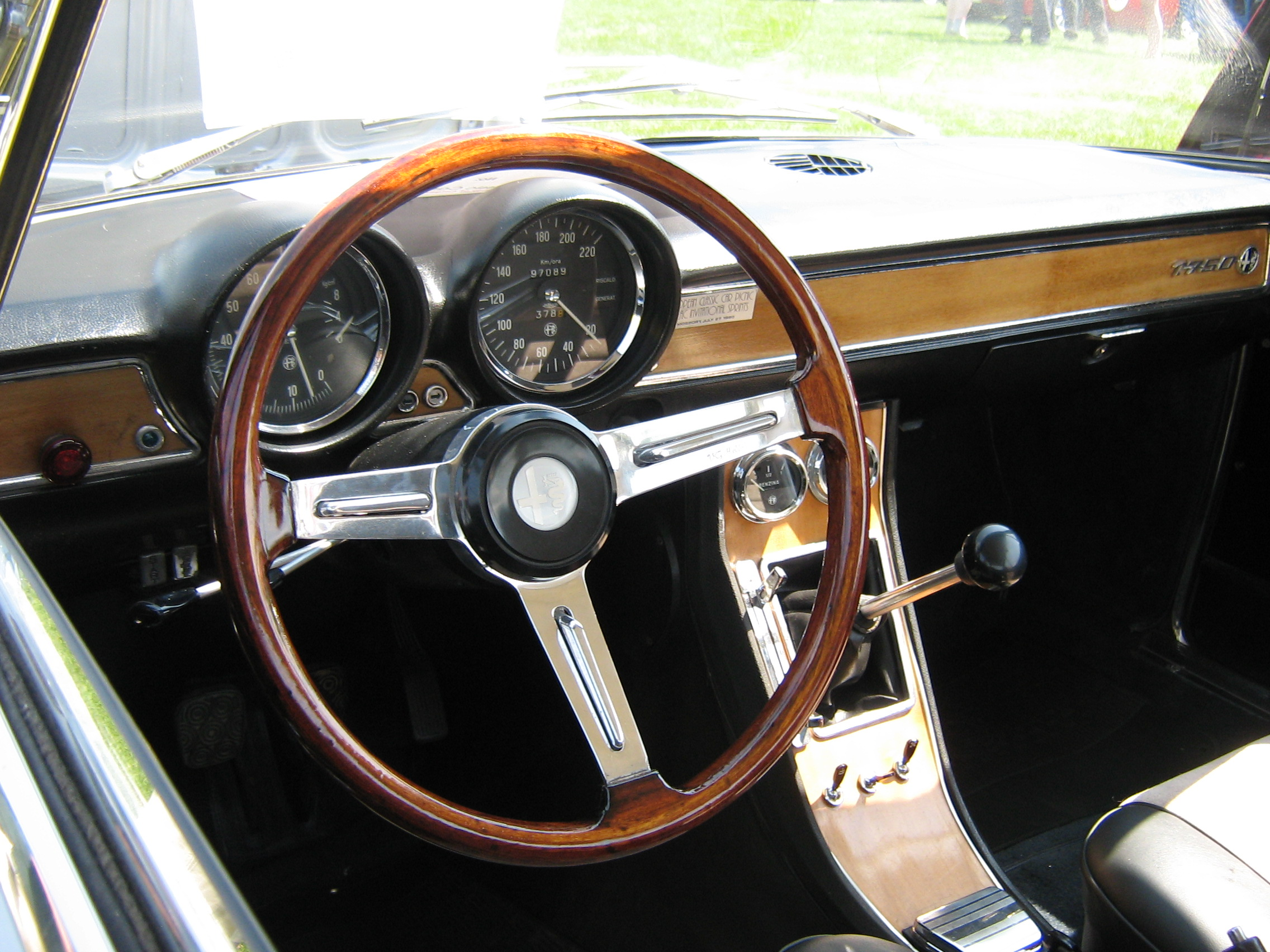
Il cruscotto di una 1750 GT Veloce del 1970 con volante in legno e gli strumenti secondari sulla consolle centrale

Nel 1969 venne presentata la seconda serie della 1750 GT Veloce con alcuni ritocchi, tra cui le luci di posizione anteriori integrate nel frontale, nuovi paraurti e rostri , diverse coppe ruota, fanali posteriori uguali a quelli delle altre GT, diversi sedili e pannelli e pedaliera incernierata in alto. Il nuovo motore AR00548 dotato di due carburatori doppio corpo (indifferentemente Solex, Dell'Orto o Weber) e di nuovi alberi a camme, raggiunge i 122 CV e garantisce prestazioni ancora migliori sia in accelerazione e che in ripresa, con la velocità massima leggermente aumentata, ora oltre i 190 km/h e un'accelerazione da 0 a 100 Km/h in 10 secondi netti.
La versione americana della seconda serie della 1750 GT Veloce (tipo 105.51), fu la prima a montare i fari posteriori maggiorati, con luci di retromarcia integrate, adottati successivamente dalla 2000 GT Veloce.

## 2000 GT Veloce
L'esperienza sportiva del 1750 GTAm comportò negli anni lo sviluppo del propulsore da 1779 a 1962 cm³. Il nuovo motore destinato alla produzione stradale, derivato dal 1750 con diverse modifiche, fu contrassegnato dalla sigla AR00512. Nel 1971, la 1750 GT 2ª serie venne sostituita dalla 2000 GT Veloce (Alfa Romeo serie 105.21). L'aumento di cilindrata conseguente al nuovo alesaggio di 84mm portò la potenza a 132 cv DIN (150 cv SAE). La 2000 GT Veloce presentò rinnovamenti sia tecnici sia estetici: nuova mascherina anteriore a barre cromate con scudetto Alfa Romeo in rilievo e fanali integrati, luci posteriori maggiorate, inedita consolle centrale, strumentazione in blocco unico realizzata dalla "Jaeger", collocazione della strumentazione secondaria raggruppata in stile "quadrifoglio" tra tachimetro e contagiri dietro il volante a calice Hellebore; nuovi sedili anteriori. Di serie era dotata di differenziale autobloccante ZF al 25% , mentre opzionali erano l'aria condizionata, i cerchi in lega "Millerighe" Campagnolo o Cromodora, nella misura alternativa 6Jx14, la vernice metallizzata, i vetri atermici "azzurrati" e la selleria in pelle. La 2000 GT Veloce è l'unica Alfa Romeo ad esporre, sui montanti posteriori, il distintivo sportivo raffigurante il biscione (verde smaltato in campo bianco) al posto del tradizionale quadrifoglio verde, oppure oro. Dal 1974, con la presentazione della quarta serie della GT Junior (1300 e 1600), soprannominata "unificato", tutta la gamma é resa, internamente ed esternamente, esteticamente uniforme alla 2000 GT Veloce, eccettuata la fanaleria posteriore, il badge con il biscione verde e l'assenza dei rostri ai paraurti nelle cilindrate 1600 e 1300..

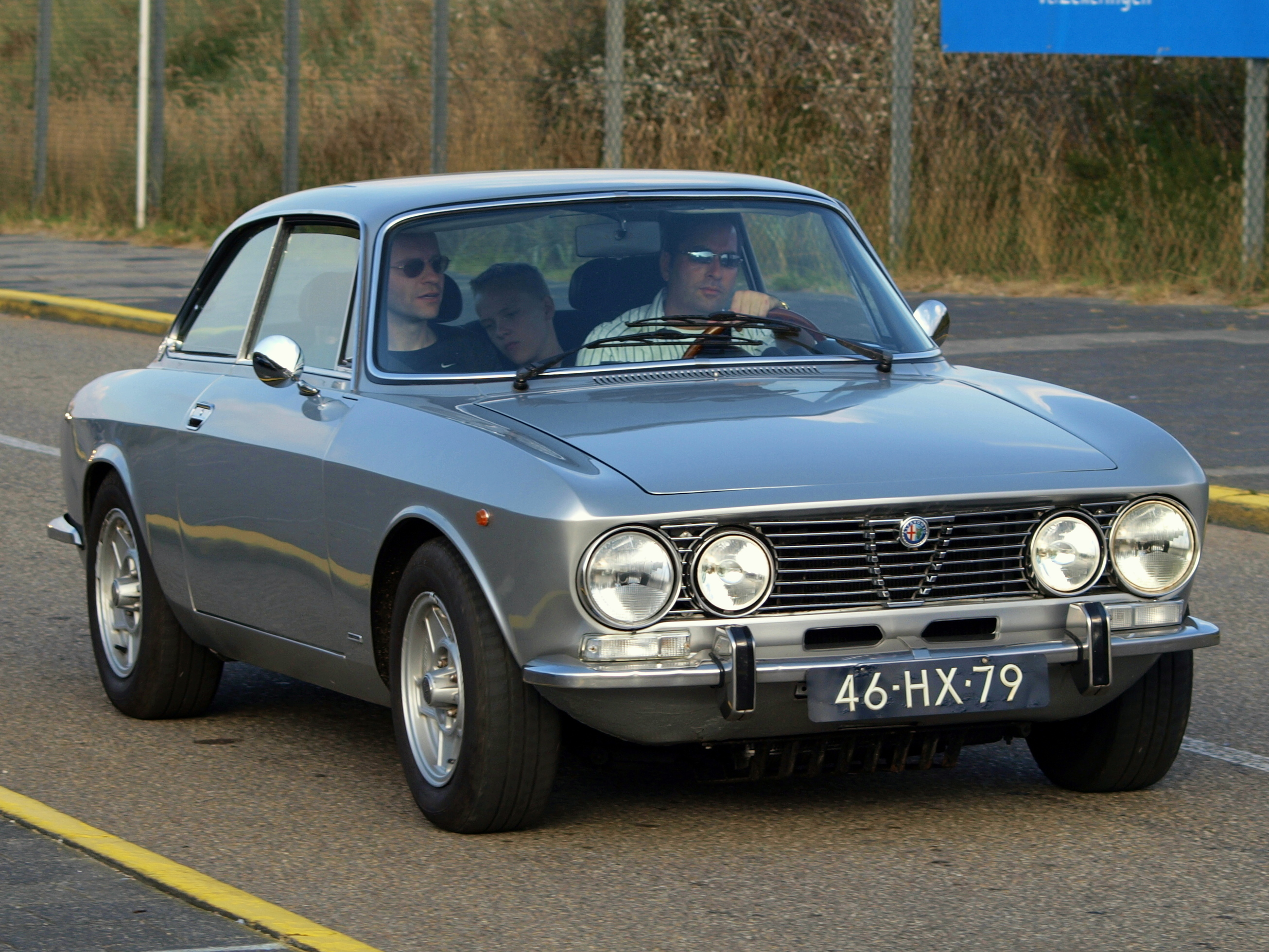
L'Alfa Romeo 2000 GT Veloce, i cerchi sono aftermarket

L'incremento delle prestazioni portò la velocità massima dichiarata ad oltre 195 km/h. L'accelerazione media riscontrata era di 7,2 secondi (un secondo meno della variante berlina) per raggiungere i 100 km/h (l'originale verifica fu fatta sul parametro delle 60 miglia orarie) e il tempo di 12 secondi e 6 decimi per percorrere, con partenza da fermo, la distanza di 400 metri (che corrisponde al 1/4 di miglio tipico dei test statunitensi). Queste rilevazioni furono effettuate dal mensile U.S. "Hot Rod" nel mese di ottobre 1980. La rivista definì l'Alfa Romeo 2000 Gt Veloce "the only european car able to be called muscle car", cioè "l'unica auto europea che potesse essere definita una muscle car".
Alcune delle caratteristiche sviluppate per le competizioni ed ereditate dalla GTam, fra cui la distribuzione meccanica a catena, hanno permesso a molte 2000 GT Veloce di essere modificate nel propulsore originale 00512 ed impiegate per le competizioni, riducendo il parco delle vetture originali a disposizione dei collezionisti. La 2000 Gt Veloce, nel primo annuale "Alfa Revival Cup" del 2013", ha concluso, in configurazione stradale originale, al primo e secondo posto della classifica assoluta, davanti alle versioni da competizione GTam, così come documentato dalla rivista italiana Autocapital del novembre 2013.
La 2000 Gt Veloce fu prodotta, fino al 1975, in quasi 38.000 esemplari di cui 6.337 venduti negli Stati Uniti (cui furono applicati paraurti addizionali per rispettare l'omologazione USA e una targhetta con dicitura "Alfa Romeo" posta sopra il badge del cofano posteriore) e 5.451 allestiti con guida a destra.

## Le eredi
Con questo modello finì la produzione delle Giulia GT che furono sostituite dall'Alfa Romeo Alfetta GT, basata sull'Alfetta con schema transaxle e ponte posteriore De Dion. A metà degli anni '90 l'Alfa Romeo, ormai parte del Gruppo Fiat, lanciò la GTV e la Spider, due sportive ispirate anche alla Giulia GT che condividono il pianale e la meccanica, proprio come la Giulia GT e lo Spider Duetto negli anni '60. Nel 2003, sulla base dell'Alfa 147, è nata l'Alfa GT, una sportiva, sempre disegnata dalla Bertone, ispirata proprio dalla Giulia Sprint GT.

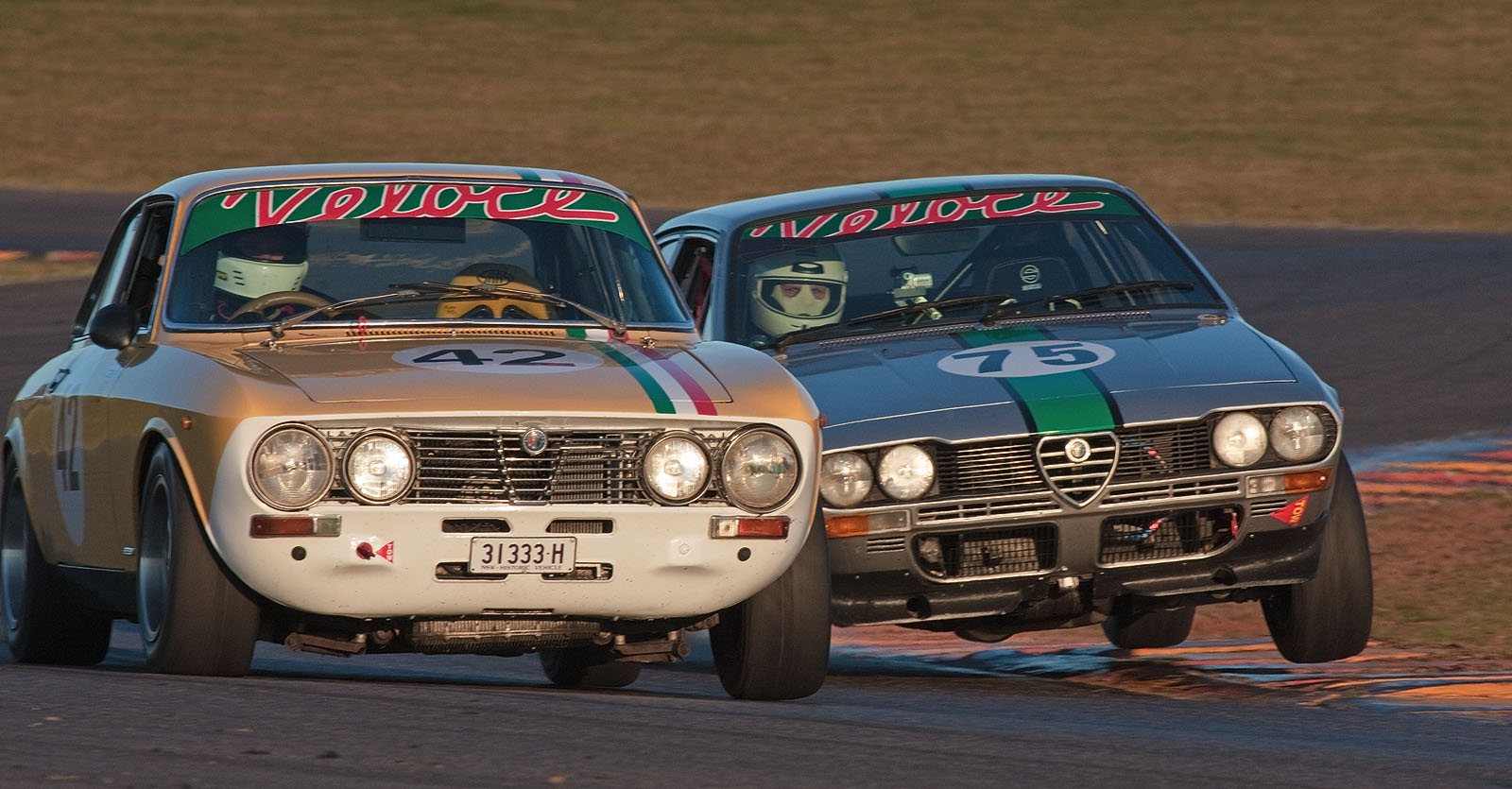
Un'Alfa Romeo 2000 GT Veloce si scontra con la sua erede, un'Alfetta GTV ad Oran Park in Australia

## Le competizioni
Come da tradizione Alfa Romeo questa coupé venne ampiamente utilizzata nelle competizioni della categoria turismo (gran turismo e super turismo),e nei rally grazie alle buone doti di agilità e maneggevolezza. Nei rally la Giulia GT eccetto una vittoria nella Mitropa Rally Cup nell'edizione del 1966 e nella Coupe des Alpes sempre nel 1966, ottenne poche vittorie nelle gare rallistiche poiché venne penalizzata principalmente dalla trazione posteriore, mentre nelle gare gran turismo, superturismo e nelle varie gare in pista e generalmente sull'asfalto, fu una vettura estremamente competitiva. Le vetture standard furono modificate per le competizioni inizialmente con le stesse modalità usate per la Giulietta SV, i proprietari-piloti elaboravano la propria vettura nelle loro officine di fiducia, poi, mentre le competizioni si facevano sempre più specialistiche, nacquero diversi preparatori, talora con una propria scuderia, che preparavano le vetture per le gare sia con parti originali Autodelta-Alfa Romeo che con pezzi autocostruiti.

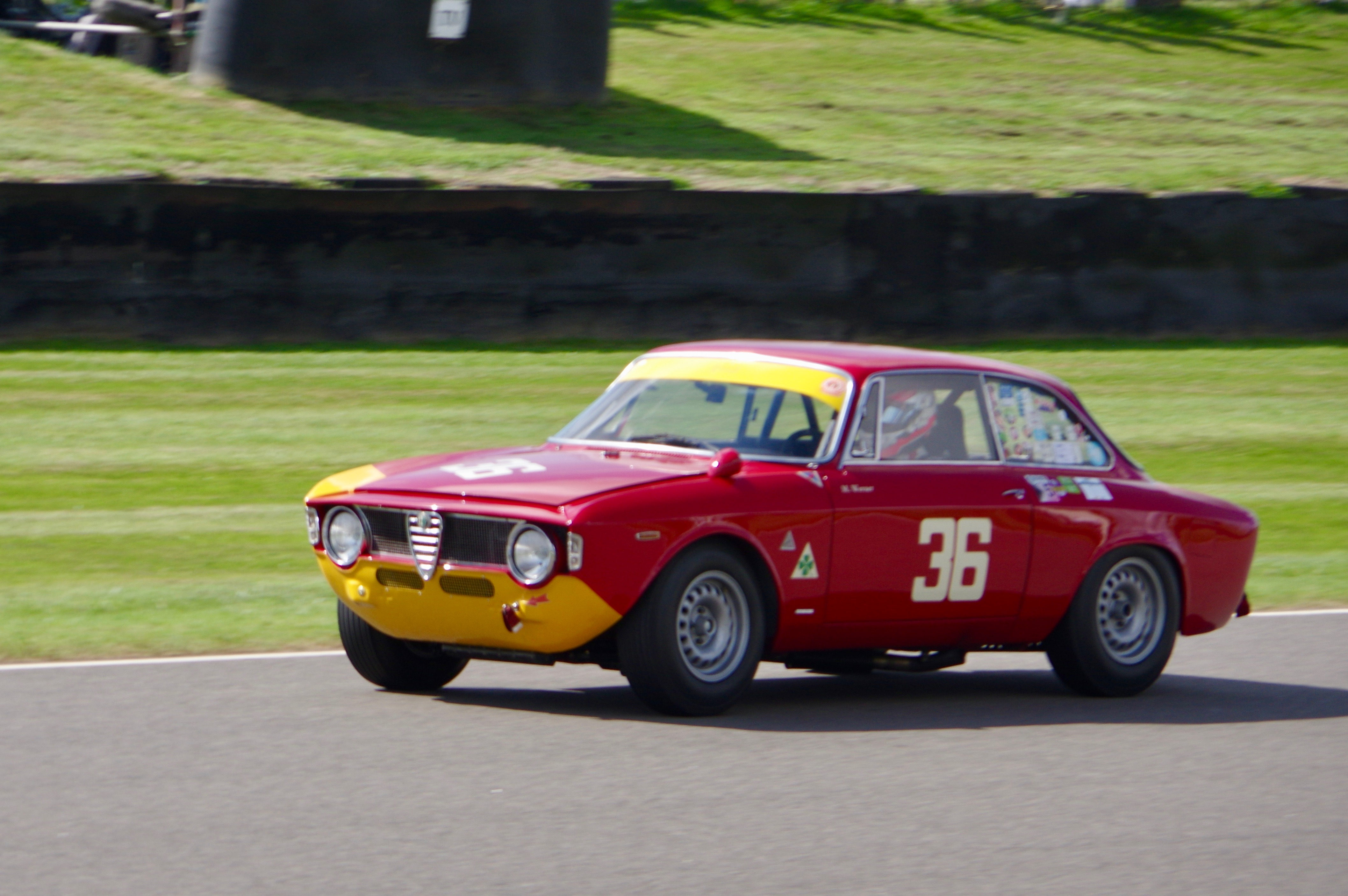
Un'Alfa Romeo Giulia Sprint GTA 1600 del 1965 al Goodwood Revival 2018

Nel 1965 con l'arrivo della GTA preparata dall'Autodelta cominciarono le moltissime vittorie in ogni disciplina delle Alfa Romeo, le GTA furono vincenti soprattutto in pista ma anche nei rally e addirittura in salita. Dopo la Sprint GTA (1.6) nacque la GTA 1300 Junior, più leggera e migliorata grazie allo "slittone", un dispositivo inventato dall'Autodelta per migliorare la tenuta in curva che venne montato anche sulle altre GTA, e anche nel motore che, a dispetto della cilindrata ridotta, ripeté i successi della prima versione.
Nelle competizioni comunque continuarono ad essere impiegate tutte le versioni della "GT" perché competitive nelle rispettive categorie anche se la GTA era l'unica in grado di puntare alla vittoria assoluta. L'ultima e più prestazionale versione da competizione delle Sprint GT fu la 1750 GTAm, derivata dalla 1750 GT Veloce America era dotata di un motore ancora più potente, che ottenne la vittoria assoluta al campionato europeo turismo del 1970 guidata dal pilota olandese Toine Hezemans, dove grazie al potenziamento del motore ebbe la meglio sulle auto rivali come Porsche 911 e BMW 2002. Quest'ultima versione in occasione del Centenario della Casa del Biscione nel 2010 è stata votata da una giuria composta da giornalisti e appassionati come la più affascinante Alfa Romeo mai prodotta.
Oggigiorno tutte le versioni di Giulia GT sono apprezzate nelle gare storiche, sia nelle rievocazioni in pista che nelle gare di regolarità storica e nei rally storici.

## Caratteristiche tecniche
| Caratteristiche tecniche - Alfa Romeo Giulia Sprint GT Veloce                                                      | Caratteristiche tecniche - Alfa Romeo Giulia Sprint GT Veloce | Caratteristiche tecniche - Alfa Romeo Giulia Sprint GT Veloce | Caratteristiche tecniche - Alfa Romeo Giulia Sprint GT Veloce | Caratteristiche tecniche - Alfa Romeo Giulia Sprint GT Veloce | Caratteristiche tecniche - Alfa Romeo Giulia Sprint GT Veloce |
| --- | --- | --- | --- | --- | --- |
| | | | | | |
| Configurazione | | | | | |
| Carrozzeria: coupé 2 porte                                                                                         | Carrozzeria: coupé 2 porte | Posizione motore: anteriore longitudinale | Posizione motore: anteriore longitudinale | Trazione: posteriore | Trazione: posteriore |
| Dimensioni e pesi                                                                                                  | | | | | |
| Ingombri (lungh.×largh.×alt. in mm): 4080 × 1580 × 1315                                                            | Ingombri (lungh.×largh.×alt. in mm): 4080 × 1580 × 1315 | Ingombri (lungh.×largh.×alt. in mm): 4080 × 1580 × 1315 | Ingombri (lungh.×largh.×alt. in mm): 4080 × 1580 × 1315 | Diametro minimo sterzata: | Diametro minimo sterzata: |
| Interasse: 2350 mm                                                                                                 | Interasse: 2350 mm | Carreggiate: anteriore 1310 - posteriore 1270 mm | Carreggiate: anteriore 1310 - posteriore 1270 mm | Altezza minima da terra: | Altezza minima da terra: |
| Posti totali: 2 più 2                                                                                              | Posti totali: 2 più 2 | Bagagliaio: | Bagagliaio: | Serbatoio: 46 | Serbatoio: 46 |
| Masse | / in ordine di marcia: 1020 kg | / in ordine di marcia: 1020 kg | / in ordine di marcia: 1020 kg | / in ordine di marcia: 1020 kg | / in ordine di marcia: 1020 kg |
| Meccanica | | | | | |
| Tipo motore: 4 cilindri in linea, basamento e testata in lega leggera                                              | Tipo motore: 4 cilindri in linea, basamento e testata in lega leggera | Tipo motore: 4 cilindri in linea, basamento e testata in lega leggera | Cilindrata: (alesaggio x corsaː 78 x 82 mm) totaleː 1570 cm³ | Cilindrata: (alesaggio x corsaː 78 x 82 mm) totaleː 1570 cm³ | Cilindrata: (alesaggio x corsaː 78 x 82 mm) totaleː 1570 cm³ |
| Distribuzione: 2 alberi a camme in testa comandati da catena, 2 valvole per cilindro, camera di scoppio emisferica | Distribuzione: 2 alberi a camme in testa comandati da catena, 2 valvole per cilindro, camera di scoppio emisferica | Distribuzione: 2 alberi a camme in testa comandati da catena, 2 valvole per cilindro, camera di scoppio emisferica | Alimentazione: 2 carburatori Weber orizzontali doppio corpo da 40 mm | Alimentazione: 2 carburatori Weber orizzontali doppio corpo da 40 mm | Alimentazione: 2 carburatori Weber orizzontali doppio corpo da 40 mm |
| Prestazioni motore                                                                                                 | Potenza: 109 CV a 6000 giri/min | Potenza: 109 CV a 6000 giri/min | Potenza: 109 CV a 6000 giri/min | Potenza: 109 CV a 6000 giri/min | Potenza: 109 CV a 6000 giri/min |
| Accensione: a bobina e spinterogeno                                                                                | Accensione: a bobina e spinterogeno | Accensione: a bobina e spinterogeno | Impianto elettrico: 12V | Impianto elettrico: 12V | Impianto elettrico: 12V |
| Frizione: monodisco a secco a comando meccanico con parastrappi                                                    | Frizione: monodisco a secco a comando meccanico con parastrappi | Frizione: monodisco a secco a comando meccanico con parastrappi | Cambio: manuale a 5 marce con comando a cloche | Cambio: manuale a 5 marce con comando a cloche | Cambio: manuale a 5 marce con comando a cloche |
| Telaio | | | | | |
| Corpo vettura | scocca portante in acciaio | scocca portante in acciaio | scocca portante in acciaio | scocca portante in acciaio | scocca portante in acciaio |
| Sterzo | a vite globoidale e rullo, oppure a circolazione di sfere | a vite globoidale e rullo, oppure a circolazione di sfere | a vite globoidale e rullo, oppure a circolazione di sfere | a vite globoidale e rullo, oppure a circolazione di sfere | a vite globoidale e rullo, oppure a circolazione di sfere |
| Sospensioni | anteriori: a ruote indipendenti con doppi quadrilateri, molle elicoidali, ammortizzatori idraulici telescopici non coassiali e barra antirollio / posteriori: a ponte rigido, con puntoni di reazione longitudinali, triangolo superiore antiscuotimento, molle elicoidali e ammortizzatori idraulici telescopici coassiali | anteriori: a ruote indipendenti con doppi quadrilateri, molle elicoidali, ammortizzatori idraulici telescopici non coassiali e barra antirollio / posteriori: a ponte rigido, con puntoni di reazione longitudinali, triangolo superiore antiscuotimento, molle elicoidali e ammortizzatori idraulici telescopici coassiali | anteriori: a ruote indipendenti con doppi quadrilateri, molle elicoidali, ammortizzatori idraulici telescopici non coassiali e barra antirollio / posteriori: a ponte rigido, con puntoni di reazione longitudinali, triangolo superiore antiscuotimento, molle elicoidali e ammortizzatori idraulici telescopici coassiali | anteriori: a ruote indipendenti con doppi quadrilateri, molle elicoidali, ammortizzatori idraulici telescopici non coassiali e barra antirollio / posteriori: a ponte rigido, con puntoni di reazione longitudinali, triangolo superiore antiscuotimento, molle elicoidali e ammortizzatori idraulici telescopici coassiali | anteriori: a ruote indipendenti con doppi quadrilateri, molle elicoidali, ammortizzatori idraulici telescopici non coassiali e barra antirollio / posteriori: a ponte rigido, con puntoni di reazione longitudinali, triangolo superiore antiscuotimento, molle elicoidali e ammortizzatori idraulici telescopici coassiali |
| Freni | anteriori: a disco / posteriori: a disco, freno a mano sulle ruote posteriori | anteriori: a disco / posteriori: a disco, freno a mano sulle ruote posteriori | anteriori: a disco / posteriori: a disco, freno a mano sulle ruote posteriori | anteriori: a disco / posteriori: a disco, freno a mano sulle ruote posteriori | anteriori: a disco / posteriori: a disco, freno a mano sulle ruote posteriori |
| Pneumatici | 155 SRx15 / Cerchi: in acciaio da 15" | 155 SRx15 / Cerchi: in acciaio da 15" | 155 SRx15 / Cerchi: in acciaio da 15" | 155 SRx15 / Cerchi: in acciaio da 15" | 155 SRx15 / Cerchi: in acciaio da 15" |
| Prestazioni dichiarate                                                                                             | | | | | |
| Velocità: oltre 185 km/h                                                                                           | Velocità: oltre 185 km/h | Velocità: oltre 185 km/h | Accelerazione: | Accelerazione: | Accelerazione: |
| Fonte dei dati: | | | | | |

| Caratteristiche tecniche - Alfa Romeo GT 1300 Junior                                                                   | Caratteristiche tecniche - Alfa Romeo GT 1300 Junior | Caratteristiche tecniche - Alfa Romeo GT 1300 Junior | Caratteristiche tecniche - Alfa Romeo GT 1300 Junior | Caratteristiche tecniche - Alfa Romeo GT 1300 Junior | Caratteristiche tecniche - Alfa Romeo GT 1300 Junior |
| --- | --- | --- | --- | --- | --- |
| | | | | | |
| Configurazione | | | | | |
| Carrozzeria: coupé 2 porte                                                                                             | Carrozzeria: coupé 2 porte | Posizione motore: anteriore longitudinale | Posizione motore: anteriore longitudinale | Trazione: posteriore | Trazione: posteriore |
| Dimensioni e pesi | | | | | |
| Ingombri (lungh.×largh.×alt. in mm): 4080 × 1580 × 1315                                                                | Ingombri (lungh.×largh.×alt. in mm): 4080 × 1580 × 1315 | Ingombri (lungh.×largh.×alt. in mm): 4080 × 1580 × 1315 | Ingombri (lungh.×largh.×alt. in mm): 4080 × 1580 × 1315 | Diametro minimo sterzata: | Diametro minimo sterzata: |
| Interasse: 2350 mm | Interasse: 2350 mm | Carreggiate: anteriore 1324 - posteriore 1274 mm | Carreggiate: anteriore 1324 - posteriore 1274 mm | Altezza minima da terra: | Altezza minima da terra: |
| Posti totali: 2 più 2                                                                                                  | Posti totali: 2 più 2 | Bagagliaio: | Bagagliaio: | Serbatoio: 46 | Serbatoio: 46 |
| Masse | / in ordine di marcia: 930 kg | / in ordine di marcia: 930 kg | / in ordine di marcia: 930 kg | / in ordine di marcia: 930 kg | / in ordine di marcia: 930 kg |
| Meccanica | | | | | |
| Tipo motore: 4 cilindri in linea, basamento e testata in lega leggera                                                  | Tipo motore: 4 cilindri in linea, basamento e testata in lega leggera | Tipo motore: 4 cilindri in linea, basamento e testata in lega leggera | Cilindrata: (alesaggio x corsaː 74 x 75 mm) totaleː 1290 cm³ | Cilindrata: (alesaggio x corsaː 74 x 75 mm) totaleː 1290 cm³ | Cilindrata: (alesaggio x corsaː 74 x 75 mm) totaleː 1290 cm³ |
| Distribuzione: 2 alberi a camme in testa comandati da catena, 2 valvole per cilindro, camera di combustione emisferica | Distribuzione: 2 alberi a camme in testa comandati da catena, 2 valvole per cilindro, camera di combustione emisferica | Distribuzione: 2 alberi a camme in testa comandati da catena, 2 valvole per cilindro, camera di combustione emisferica | Alimentazione: 2 carburatori Weber orizzontali doppio corpo da 40 mm (dal 1970 anche Dellorto e Solex) | Alimentazione: 2 carburatori Weber orizzontali doppio corpo da 40 mm (dal 1970 anche Dellorto e Solex) | Alimentazione: 2 carburatori Weber orizzontali doppio corpo da 40 mm (dal 1970 anche Dellorto e Solex) |
| Prestazioni motore | Potenza: 89 CV a 6000 giri/min | Potenza: 89 CV a 6000 giri/min | Potenza: 89 CV a 6000 giri/min | Potenza: 89 CV a 6000 giri/min | Potenza: 89 CV a 6000 giri/min |
| Accensione: a bobina e spinterogeno                                                                                    | Accensione: a bobina e spinterogeno | Accensione: a bobina e spinterogeno | Impianto elettrico: 12V, dinamo 300W (dal 1969 alternatore 40A) | Impianto elettrico: 12V, dinamo 300W (dal 1969 alternatore 40A) | Impianto elettrico: 12V, dinamo 300W (dal 1969 alternatore 40A) |
| Frizione: monodisco a secco a comando meccanico (idraulico dal 1969) con parastrappi                                   | Frizione: monodisco a secco a comando meccanico (idraulico dal 1969) con parastrappi | Frizione: monodisco a secco a comando meccanico (idraulico dal 1969) con parastrappi | Cambio: manuale a 5 marce con comando a cloche | Cambio: manuale a 5 marce con comando a cloche | Cambio: manuale a 5 marce con comando a cloche |
| Telaio | | | | | |
| Corpo vettura | scocca portante in acciaio a struttura differenziata | scocca portante in acciaio a struttura differenziata | scocca portante in acciaio a struttura differenziata | scocca portante in acciaio a struttura differenziata | scocca portante in acciaio a struttura differenziata |
| Sterzo | vite globoidale e rullo, oppure a circolazione di sfere | vite globoidale e rullo, oppure a circolazione di sfere | vite globoidale e rullo, oppure a circolazione di sfere | vite globoidale e rullo, oppure a circolazione di sfere | vite globoidale e rullo, oppure a circolazione di sfere |
| Sospensioni | anteriori: a ruote indipendenti con doppi quadrilateri, molle elicoidali, ammortizzatori idraulici telescopici non coassiali e barra antirollio / posteriori: a ponte rigido, con puntoni di reazione longitudinali, triangolo superiore antiscuotimento, molle elicoidali e ammortizzatori idraulici telescopici coassiali | anteriori: a ruote indipendenti con doppi quadrilateri, molle elicoidali, ammortizzatori idraulici telescopici non coassiali e barra antirollio / posteriori: a ponte rigido, con puntoni di reazione longitudinali, triangolo superiore antiscuotimento, molle elicoidali e ammortizzatori idraulici telescopici coassiali | anteriori: a ruote indipendenti con doppi quadrilateri, molle elicoidali, ammortizzatori idraulici telescopici non coassiali e barra antirollio / posteriori: a ponte rigido, con puntoni di reazione longitudinali, triangolo superiore antiscuotimento, molle elicoidali e ammortizzatori idraulici telescopici coassiali | anteriori: a ruote indipendenti con doppi quadrilateri, molle elicoidali, ammortizzatori idraulici telescopici non coassiali e barra antirollio / posteriori: a ponte rigido, con puntoni di reazione longitudinali, triangolo superiore antiscuotimento, molle elicoidali e ammortizzatori idraulici telescopici coassiali | anteriori: a ruote indipendenti con doppi quadrilateri, molle elicoidali, ammortizzatori idraulici telescopici non coassiali e barra antirollio / posteriori: a ponte rigido, con puntoni di reazione longitudinali, triangolo superiore antiscuotimento, molle elicoidali e ammortizzatori idraulici telescopici coassiali |
| Freni | anteriori: a disco (dal 1967 con servofreno) / posteriori: a disco (dal 1969 con limitatore di pressione), freno a mano sulle ruote posteriori | anteriori: a disco (dal 1967 con servofreno) / posteriori: a disco (dal 1969 con limitatore di pressione), freno a mano sulle ruote posteriori | anteriori: a disco (dal 1967 con servofreno) / posteriori: a disco (dal 1969 con limitatore di pressione), freno a mano sulle ruote posteriori | anteriori: a disco (dal 1967 con servofreno) / posteriori: a disco (dal 1969 con limitatore di pressione), freno a mano sulle ruote posteriori | anteriori: a disco (dal 1967 con servofreno) / posteriori: a disco (dal 1969 con limitatore di pressione), freno a mano sulle ruote posteriori |
| Pneumatici | 165 HRx14(dal 1969) / Cerchi: 14"x5 1/2 | 165 HRx14(dal 1969) / Cerchi: 14"x5 1/2 | 165 HRx14(dal 1969) / Cerchi: 14"x5 1/2 | 165 HRx14(dal 1969) / Cerchi: 14"x5 1/2 | 165 HRx14(dal 1969) / Cerchi: 14"x5 1/2 |
| Prestazioni dichiarate                                                                                                 | | | | | |
| Velocità: oltre 170 km/h                                                                                               | Velocità: oltre 170 km/h | Velocità: oltre 170 km/h | Accelerazione: | Accelerazione: | Accelerazione: |
| Fonte dei dati: | | | | | |

| Caratteristiche tecniche - Alfa Romeo 2000 GT Veloce                                                               | Caratteristiche tecniche - Alfa Romeo 2000 GT Veloce | Caratteristiche tecniche - Alfa Romeo 2000 GT Veloce | Caratteristiche tecniche - Alfa Romeo 2000 GT Veloce | Caratteristiche tecniche - Alfa Romeo 2000 GT Veloce | Caratteristiche tecniche - Alfa Romeo 2000 GT Veloce |
| --- | --- | --- | --- | --- | --- |
| | | | | | |
| Configurazione | | | | | |
| Carrozzeria: coupé 2 porte                                                                                         | Carrozzeria: coupé 2 porte | Posizione motore: anteriore longitudinale | Posizione motore: anteriore longitudinale | Trazione: posteriore | Trazione: posteriore |
| Dimensioni e pesi                                                                                                  | | | | | |
| Ingombri (lungh.×largh.×alt. in mm): 4100 × 1580 × 1315                                                            | Ingombri (lungh.×largh.×alt. in mm): 4100 × 1580 × 1315 | Ingombri (lungh.×largh.×alt. in mm): 4100 × 1580 × 1315 | Ingombri (lungh.×largh.×alt. in mm): 4100 × 1580 × 1315 | Diametro minimo sterzata: | Diametro minimo sterzata: |
| Interasse: 2350 mm                                                                                                 | Interasse: 2350 mm | Carreggiate: anteriore 1324 - posteriore 1274 mm | Carreggiate: anteriore 1324 - posteriore 1274 mm | Altezza minima da terra: | Altezza minima da terra: |
| Posti totali: 2 più 2                                                                                              | Posti totali: 2 più 2 | Bagagliaio: | Bagagliaio: | Serbatoio: 53 | Serbatoio: 53 |
| Masse | / in ordine di marcia: 990 kg | / in ordine di marcia: 990 kg | / in ordine di marcia: 990 kg | / in ordine di marcia: 990 kg | / in ordine di marcia: 990 kg |
| Meccanica | | | | | |
| Tipo motore: 4 cilindri in linea, basamento e testata in lega leggera                                              | Tipo motore: 4 cilindri in linea, basamento e testata in lega leggera | Tipo motore: 4 cilindri in linea, basamento e testata in lega leggera | Cilindrata: (alesaggio x corsaː 84 x 88,5 mm) totaleː 1962 cm³ | Cilindrata: (alesaggio x corsaː 84 x 88,5 mm) totaleː 1962 cm³ | Cilindrata: (alesaggio x corsaː 84 x 88,5 mm) totaleː 1962 cm³ |
| Distribuzione: 2 alberi a camme in testa comandati da catena, 2 valvole per cilindro, camera di scoppio emisferica | Distribuzione: 2 alberi a camme in testa comandati da catena, 2 valvole per cilindro, camera di scoppio emisferica | Distribuzione: 2 alberi a camme in testa comandati da catena, 2 valvole per cilindro, camera di scoppio emisferica | Alimentazione: 2 carburatori orizzontali doppio corpo da 40 mm (versione USA con iniezione SPICA) | Alimentazione: 2 carburatori orizzontali doppio corpo da 40 mm (versione USA con iniezione SPICA) | Alimentazione: 2 carburatori orizzontali doppio corpo da 40 mm (versione USA con iniezione SPICA) |
| Prestazioni motore                                                                                                 | Potenza: 132 CV a 5500 giri/min | Potenza: 132 CV a 5500 giri/min | Potenza: 132 CV a 5500 giri/min | Potenza: 132 CV a 5500 giri/min | Potenza: 132 CV a 5500 giri/min |
| Accensione: a bobina e spinterogeno                                                                                | Accensione: a bobina e spinterogeno | Accensione: a bobina e spinterogeno | Impianto elettrico: 12V | Impianto elettrico: 12V | Impianto elettrico: 12V |
| Frizione: monodisco a secco a comando idraulico con parastrappi                                                    | Frizione: monodisco a secco a comando idraulico con parastrappi | Frizione: monodisco a secco a comando idraulico con parastrappi | Cambio: manuale a 5 marce con comando a cloche | Cambio: manuale a 5 marce con comando a cloche | Cambio: manuale a 5 marce con comando a cloche |
| Telaio | | | | | |
| Corpo vettura | scocca portante in acciaio | scocca portante in acciaio | scocca portante in acciaio | scocca portante in acciaio | scocca portante in acciaio |
| Sterzo | a circolazione di sfere | a circolazione di sfere | a circolazione di sfere | a circolazione di sfere | a circolazione di sfere |
| Sospensioni | anteriori: a ruote indipendenti con doppi quadrilateri, molle elicoidali, ammortizzatori idraulici telescopici non coassiali e barra antirollio / posteriori: a ponte rigido, con puntoni di reazione longitudinali, triangolo superiore antiscuotimento, molle elicoidali e ammortizzatori idraulici telescopici coassiali | anteriori: a ruote indipendenti con doppi quadrilateri, molle elicoidali, ammortizzatori idraulici telescopici non coassiali e barra antirollio / posteriori: a ponte rigido, con puntoni di reazione longitudinali, triangolo superiore antiscuotimento, molle elicoidali e ammortizzatori idraulici telescopici coassiali | anteriori: a ruote indipendenti con doppi quadrilateri, molle elicoidali, ammortizzatori idraulici telescopici non coassiali e barra antirollio / posteriori: a ponte rigido, con puntoni di reazione longitudinali, triangolo superiore antiscuotimento, molle elicoidali e ammortizzatori idraulici telescopici coassiali | anteriori: a ruote indipendenti con doppi quadrilateri, molle elicoidali, ammortizzatori idraulici telescopici non coassiali e barra antirollio / posteriori: a ponte rigido, con puntoni di reazione longitudinali, triangolo superiore antiscuotimento, molle elicoidali e ammortizzatori idraulici telescopici coassiali | anteriori: a ruote indipendenti con doppi quadrilateri, molle elicoidali, ammortizzatori idraulici telescopici non coassiali e barra antirollio / posteriori: a ponte rigido, con puntoni di reazione longitudinali, triangolo superiore antiscuotimento, molle elicoidali e ammortizzatori idraulici telescopici coassiali |
| Freni | anteriori: a disco / posteriori: a disco, freno a mano sulle ruote posteriori | anteriori: a disco / posteriori: a disco, freno a mano sulle ruote posteriori | anteriori: a disco / posteriori: a disco, freno a mano sulle ruote posteriori | anteriori: a disco / posteriori: a disco, freno a mano sulle ruote posteriori | anteriori: a disco / posteriori: a disco, freno a mano sulle ruote posteriori |
| Pneumatici | 165 HRx14 / Cerchi: 14"x5 1/2 | 165 HRx14 / Cerchi: 14"x5 1/2 | 165 HRx14 / Cerchi: 14"x5 1/2 | 165 HRx14 / Cerchi: 14"x5 1/2 | 165 HRx14 / Cerchi: 14"x5 1/2 |
| Prestazioni dichiarate                                                                                             | | | | | |
| Velocità: oltre 195 km/h                                                                                           | Velocità: oltre 195 km/h | Velocità: oltre 195 km/h | Accelerazione: | Accelerazione: | Accelerazione: |
| Fonte dei dati: | | | | | |

## Dati di produzione[2][8]
| Denominazione           | Motore                                                                                        | Cilindrata cm³ | Potenza massima CV @ giri/min | Peso Kg | Velocità max. Km/h | Vetture prodotte | Anni di produzione | Note                  |
| ----------------------- | --------------------------------------------------------------------------------------------- | -------------- | ----------------------------- | ------- | ------------------ | ---------------- | ------------------ | --------------------- |
| Giulia Sprint GT        | 4 cilindri in linea bialbero, basamento e testata in lega leggera, 2 carburatori doppio corpo | 1.570          | 106 CV @ 6000 giri/min        | 950     | 180                | 21542            | dal 1963 al 1966   | scalino               |
| Giulia Sprint GT Veloce | 4 cilindri in linea bialbero, basamento e testata in lega leggera, 2 carburatori doppio corpo | 1.570          | 109 CV @ 6000 giri/min        | 950     | oltre 180          | 14240            | dal 1965 al 1968   | scalino               |
| Giulia GTC              | 4 cilindri in linea bialbero, basamento e testata in lega leggera, 2 carburatori doppio corpo | 1.570          | 106 CV @ 6000 giri/min        | 950     | oltre 180          | 1000             | dal 1964 al 1966   | scalino               |
| Giulia Sprint GTA       | 4 cilindri in linea bialbero, basamento e testata in lega leggera, 2 carburatori doppio corpo | 1.570          | 115 CV @ 6000 giri/min        | 745     | oltre 185          | 500              | dal 1965 al 1969   | scalino               |
| GT 1300 Junior          | 4 cilindri in linea bialbero, basamento e testata in lega leggera, 2 carburatori doppio corpo | 1.290          | 89 CV @ 6000 giri/min         | 930     | 173                | 80623            | dal 1966 al 1972   | scalino fino al '71   |
| 1750 GT Veloce          | 4 cilindri in linea bialbero, basamento e testata in lega leggera, 2 carburatori doppio corpo | 1.779          | 118 CV @ 5500 giri/min        | 1040    | 190                | 41790 2495 USA   | dal 1967 al 1972   |                       |
| GTA 1300 Junior         | 4 cilindri in linea bialbero, basamento e testata in lega leggera, 2 carburatori doppio corpo | 1.290          | 96 CV @ 6000 giri/min         | 795     | oltre 175          | 447              | dal 1968 al 1975   | scalino               |
| GT 1300 Junior          | 4 cilindri in linea bialbero, basamento e testata in lega leggera, 2 carburatori doppio corpo | 1.290          | 89 CV @ 6000 giri/min         | 930     | 173                | ND               | dal 1972 al 1975   |                       |
| GT 1600 Junior (tutte)  | 4 cilindri in linea bialbero, basamento e testata in lega leggera, 2 carburatori doppio corpo | 1.570          | 109 CV @ 6000 giri/min        | 930     | oltre 180          | ND               | dal 1972 al 1975   |                       |
| 2000 GT Veloce          | 4 cilindri in linea bialbero, basamento e testata in lega leggera, 2 carburatori doppio corpo | 1.962          | 132 CV @ 5500 giri/min        | 990     | oltre 195          | 37459            | dal 1971 al 1975   | (diff. autobloccante) |

### I modelli "scalino"
Con il modo di dire "scalino" si intende la fessurazione e l'antistante piano trapezoidale, posti tra la parte anteriore del cofano motore e la calandra.
Tale dislivello è dovuto al fatto che la direzione aziendale, poco prima delle fasi di assemblaggio della produzione di serie del primo modello "Giulia Sprint GT", decise di eliminare la vistosa presa d'aria sul centro del cofano, prevista nel progetto originale.
Nel frattempo, però erano già state stampate le calandre e si optò per lasciare la feritoia fino all'esaurimento delle calandre costruite. Il successivo gradimento del pubblico sconsigliò di porre rimedio al difetto che divenne la caratteristica distintiva di quel modello e delle seguenti versioni fino al 1969.

## Proprietari famosi
- Il cantautore e compositore Luigi Tenco possedette un esemplare della Giulia Sprint GT Veloce 1600 "scalino".[9]
- Lo scrittore e regista Pier Paolo Pasolini possedette un esemplare di 2000 GT Veloce, con la quale venne investito mortalmente dal suo assassino, identificato nel diciassettenne Pino Pelosi.[10]